# Havergate Island
Havergate Island är en är en ö i civil parish Orford, i distriktet East Suffolk, i grevskapet Suffolk, i England. Ön är belägen 1 km från Orford. Havergate Island var en civil parish fram till 1985 när blev den en del av Orford. Civil parish hade 0 invånare år 1961.